# كياثون أليف الجبال العالية
كياثون أليف الجبال العالية (الاسم العلمي: Cyathea alpicola) هو نوع غير مؤكد من النباتات يتبع جنس الكياثون من الفصيلة الكياثونية.